# Liste der Biografien/Ym
Liste der Biografien |
Portal Biografien |
Personensuche
# |
A |
B |
C |
D |
E |
F |
G |
H |
I |
J |
K |
L |
M |
N |
O |
P |
Q |
R |
S |
T |
U |
V |
W |
X |
Y |
Z |
?
 
Ya |
Yb |
Yc |
Yd |
Ye |
Yf |
Yg |
Yh |
Yi |
Yk |
Yl |
Ym |
Yn |
Yo |
Yp |
Yr |
Ys |
Yt |
Yu |
Yv |
Yw |
Yx |
Yz
Die Liste der Biografien führt alle Personen auf, die in der deutschsprachigen Wikipedia einen Artikel haben. Dieses ist eine Teilliste mit 8 Einträgen von Personen, deren Namen mit den Buchstaben „Ym“ beginnt.

## Ym

### Ymb
- Ymbault, Léon d’ († 1781), Bürgermeister von Czernowitz

### Yme
- Ymer, Elias (* 1996), schwedischer Tennisspieler
- Ymer, Mikael (* 1998), schwedischer TennisspielerMikael Ymer (* 1998)

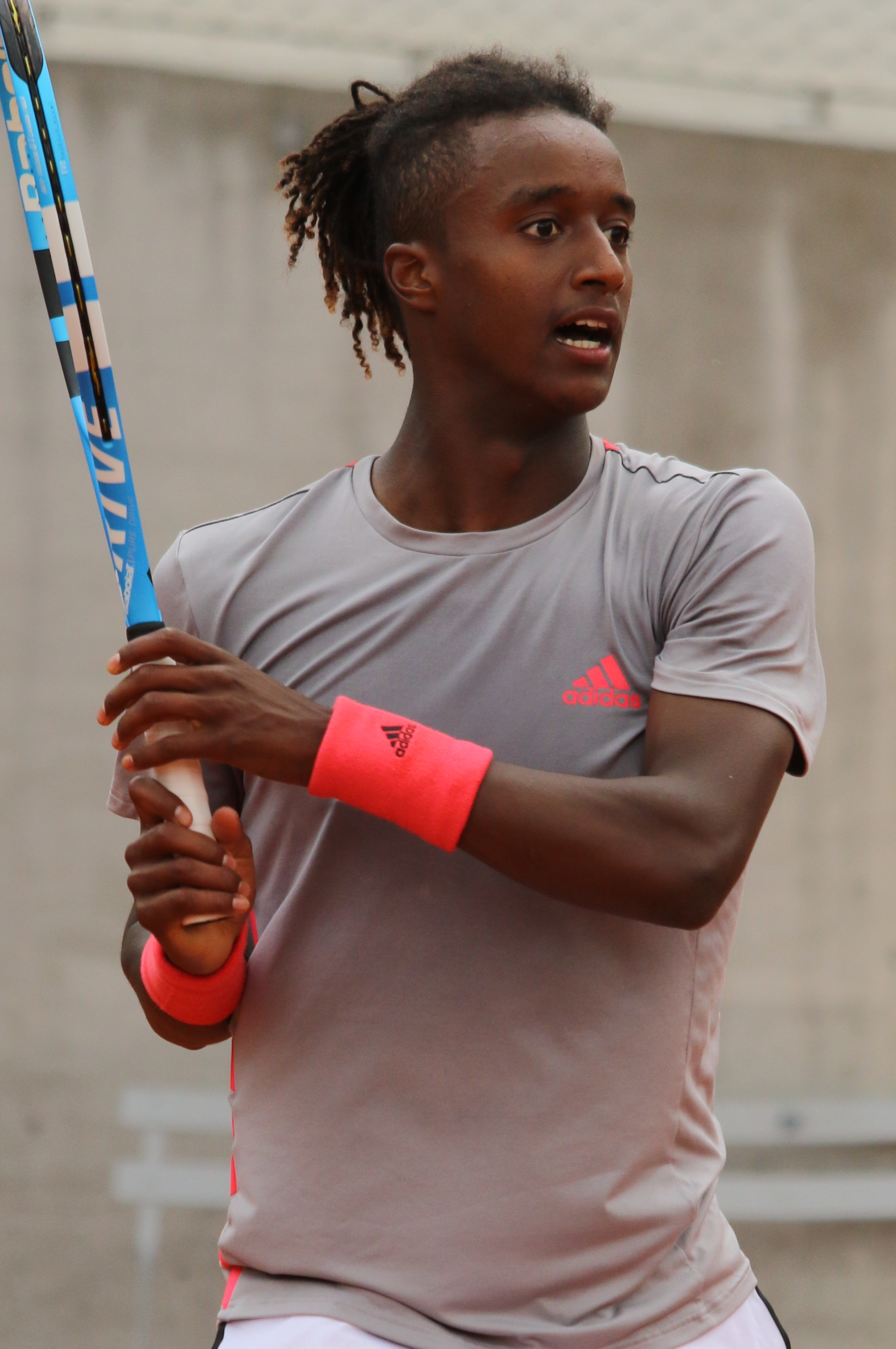
Mikael Ymer (* 1998)

- Ymeri, Ludmilla (1924–2004), tschechisch-albanische Cellistin und Musikpädagogin
- Ymeri, Visar (* 1973), kosovarischer Politiker

### Ymi
- Ýmir Örn Gíslason (* 1997), isländischer Handballspieler

### Ymm
- Ymmo († 984), Abt des Benediktinerklosters

### Yms
- Ymsén, Gernot (* 1983), österreichischer Orientierungsläufer